# King (Kanada)
King to gmina (ang. township) w Kanadzie, w prowincji Ontario, w regionie York.
Powierzchnia King to 333,04 km².
Według danych spisu powszechnego z roku 2001 King liczy 18 533 mieszkańców (55,65 os./km²).